# Li Hai
Li Hai (chinesisch 李海; * 2. Mai 1954 in Peking) ist ein chinesischer Schriftsteller und Dissident.
Li Hai war 1989 Doktorand der Philosophie an Pekings Eliteuniversität Beida, als es zu dem Tian’anmen-Massaker kam. „Weil er ein Jahr später eine Gedenkfeier für die Toten organisieren wollte, wurde Li wie rund 700 weitere Pekinger in Haft genommen.“ Nach einem halben Jahr wurde er aus der Haft entlassen und zwangsexmatrikuliert.
Im Mai 1995 wurde er erneut verhaftet und wegen „Herumschnüffelns in Staatsgeheimnissen“ zu 9 Jahren Haft verurteilt. Heute lebt Li Hai als freier Schriftsteller in Peking und gehört zu den bekanntesten Regimekritikern Chinas.